# Końki
Końki (biał. Конькі, Końki; ros. Коньки, Końki) – agromiasteczko na Białorusi, w obwodzie brzeskim, w rejonie lachowickim, w sielsowiecie Końki.
Współcześnie miejscowość obejmuje także dawny zaścianek Rowieńszczyzna.

## Historia
W XIX i w początkach XX w. Końki i Rowieńszczyzna położone były w Rosji, w guberni mińskiej, w powiecie nowogródzkim.
W dwudziestoleciu międzywojennym leżały w Polsce, w województwie nowogródzkim, w powiecie baranowickim, w gminie Darewo. W 1921 Końki liczyły 162 mieszkańców, zamieszkałych w 34 budynkach, wyłącznie Białorusinów. 134 mieszkańców było wyznania prawosławnego i 28 rzymskokatolickiego. Rowieńszczyzna liczyła zaś 95 mieszkańców, zamieszkałych w 17 budynkach, wyłącznie Białorusinów. 51 mieszkańców było wyznania rzymskokatolickiego i 44 prawosławnego.
Po II wojnie światowej w granicach Związku Sowieckiego. Od 1991 w niepodległej Białorusi.